# Nokia 6110
Il Nokia 6110 è un modello di telefono cellulare prodotto dalla casa finlandese Nokia, dal 1998 al 2001. Non è da confondere con il più recente Nokia 6110 Navigator.
Evoluzione del Nokia 2110, il 6110 è il primo della longeva serie 6000, dedicata ad una fascia di consumo business; le principali migliorie sono le dimensioni ridotte e la durata della batteria prolungata. Questo modello è stato lanciato come gemello del Nokia 5110 prodotto per la fascia consumer, ma con alcune differenze, come la presenza di una porta per comunicazione ad infrarossi, e la mancanza della custodia intercambiabile come nel 5110.